# نبوغ
نبوغ اشاره به روند استفاده از ایده‌های نو برای حل مشکلات و روبه‌رو شدن با چالش‌ها است. شروع یک شرکت جدید یا ساخت هواپیما با کاغذ، گونه‌هایی از نبوغ هستند. بشر از طریق علوم کاربردی به پیشرفت در فناوری دست یافته‌است؛ ولی همچنان می‌تواند در توسعهٔ اجتماعی سازمان‌ها، نهادها و روابط دیده شود. نبوغ پیچیده‌ترین اندیشه بشری است که منجر به استفاده از فرصت‌ها و رفع مشکلات می‌شود، بر اساس پژوهش‌های علی فراهانی راد  همچنین می‌توان نبوغ را مجموعهٔ آگاهی‌های ذهنی، انتسابی (ذاتی) اشخاص در انجام هر فعالیتی  (از کلاهبرداری تا یادگیری سریع علوم طبیعی و…) تعریف کرد.